# WrestleMania XIX
WrestleMania XIX est le nom donné communément à la dix-neuvième édition de WrestleMania, manifestation évènementielle de catch (Lutte Professionnelle) présentée et produite par la World Wrestling Entertainment, et visible uniquement en paiement à la séance (pay-per-view). Cet évènement s'est déroulé le 30 mars 2003 au Safeco Field de Seattle, Washington. C'est la première fois que WrestleMania était organisé là-bas avec un record d'affluence pour le Safeco Field porté à 54 097 spectateurs, provenant tant de chacun des 50 états américains que de pays étrangers, pour une recette totale de 2,76 millions de dollars américains.
Il s'agit là du tout premier WrestleMania organisé par la World Wrestling Entertainment sous ce nom, le précédent opus étant encore présenté par la World Wrestling Federation.

## Contexte
Les spectacles de la World Wrestling Entertainment sont constitués de combats de catch aux résultats prédéterminés, ce qui est justifié par des rivalités ou qualifications survenues dans les émissions de la WWE, à l'époque WWE Raw et WWE SmackDown, auxquelles appartiennent de façon exclusive les catcheurs alors présents lors de l'évènement. L'évènement comprenait onze combats, dont voici les résultats : 

## Résultats
| #                                       | Match | Stipulation                                                                                    | Durée |
| --------------------------------------- | --- | ---------------------------------------------------------------------------------------------- | ----- |
| Dark                                    | Chief Morley et Lance Storm (c) (avec Dudley Boyz battent Kane et Rob Van Dam                                              | Match par équipes pour le championnat du monde par équipes.                                    | 7:02  |
| 1                                       | Matt Hardy (c) (avec Shannon Moore bat Rey Mysterio                                                                        | Match simple pour le championnat des poids-moyens.                                             | 5:37  |

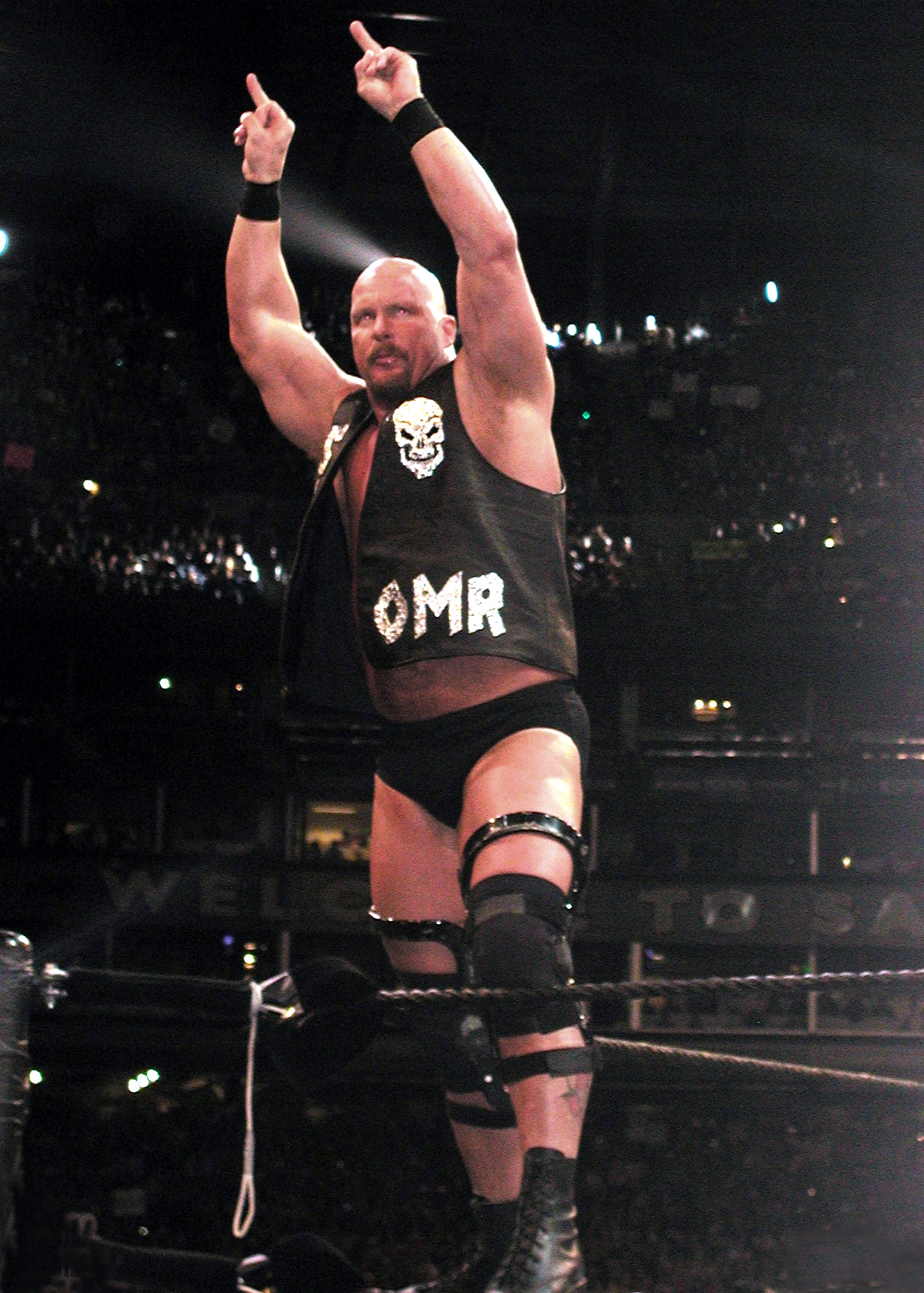
Steve Austin lors de son entrée.

| 2                                       | The Undertaker bat A-Train et Big Show                                                                                     | Handicap match - Ce match amena la série d'invicibilité de l'Undertaker à WrestleMania à 11-0. | 9:42  |
| 3                                       | Trish Stratus bat Jazz et Victoria (c) (avec Steven Richards)                                                              | Triple Threat match pour le championnat féminin de la WWE.                                     | 7:17  |
| 4                                       | Team Angle (Charlie Haas et Shelton Benjamin) (c) battent Chris Benoit et Rhyno et Los Guerreros (Chavo et Eddie Guerrero) | Triple Threat Tag Team match pour le championnat par équipes de la WWE.                        | 8:48  |
| 5                                       | Shawn Michaels bat Chris Jericho                                                                                           | Match simple.                                                                                  | 22:34 |
| 6                                       | Triple H (c) (avec Ric Flair) bat Booker T                                                                                 | Match simple pour le championnat du monde poids-lourd.                                         | 18:45 |
| 7                                       | Hulk Hogan bat Mr. McMahon                                                                                                 | Street Fight match. Si Hogan perd, il doit prendre sa retraite.                                | 20:47 |
| 8                                       | The Rock bat Stone Cold Steve Austin                                                                                       | Match simple                                                                                   | 17:55 |
| 9                                       | Brock Lesnar bat Kurt Angle (c)                                                                                            | Match simple pour le championnat de la WWE. Si Angle est disqualifié, il perd son titre.       | 21:07 |
| (c) désigne le(s) champion(s) en titre. | |                                                                                                |       |

## Anecdotes
- Avec cette victoire sur A-Train et Big Show l'Undertaker marque sa série de victoires a 11-0 et reste donc invaincu a Wrestlemania.
- WrestleMania XIX est aussi le premier WrestleMania depuis le changement de nom de la fédération en World Wrestling Entertainment, et accueillait les divisions de RAW et de WWE SmackDown.
- Ashanti a chanté "America the Beautiful" avant le show et Limp Bizkit a chanté en live l'entrée de l'Undertaker.
- Un documentaire intitulé The Mania of WrestleMania était filmé pendant l'évènement et sortait plus tard dans l'année. C'était la première production de WWE Films.
- c'est le second WrestleMania consécutive ou  Trish Stratus et Jazz sont en Triple Threat match pour Le titre féminine mais cette fois c'est Victoria qui remplace lita.
- C'était le dernier match de Hulk Hogan à WrestleMania.